# Северни црни кит
Северни црни кит или Бердов кљунасти кит (лат. Berardius bairdii, енгл. Baird's beaked whale) је сисар из парвореда китова зубана (Odontoceti) и породице Ziphiidae. 

## Распрострањење
Ареал северног црног кита покрива хладнија подручја океана у северној хемисфери Земље. Врста је присутна у Јапану, Кореји, Канади, Сједињеним Америчким Државама, Русији и Мексику.

## Станиште
Станиште врсте су морски екосистеми. 

## Угроженост
Подаци о распрострањености северног црног кита су недовољни.